# Mariazellerbahn

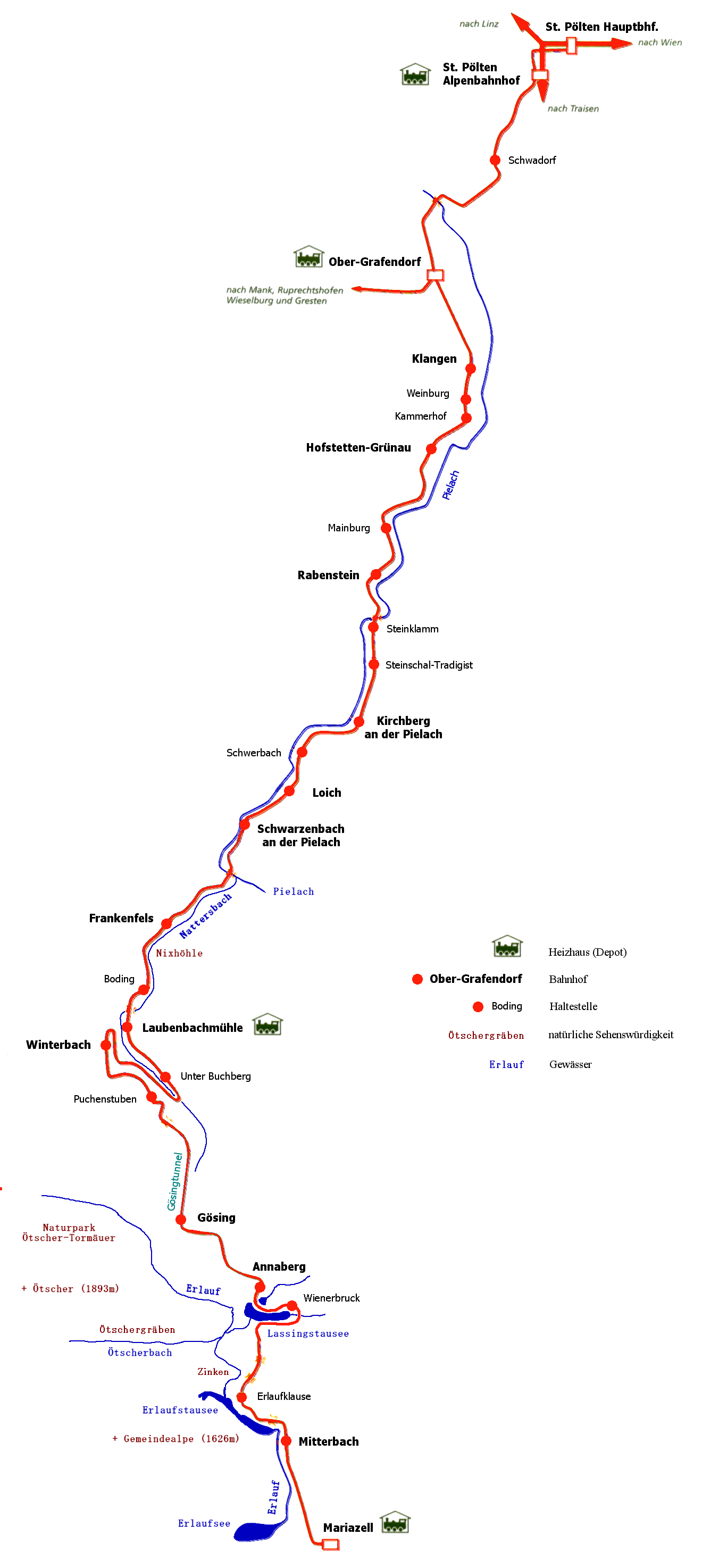

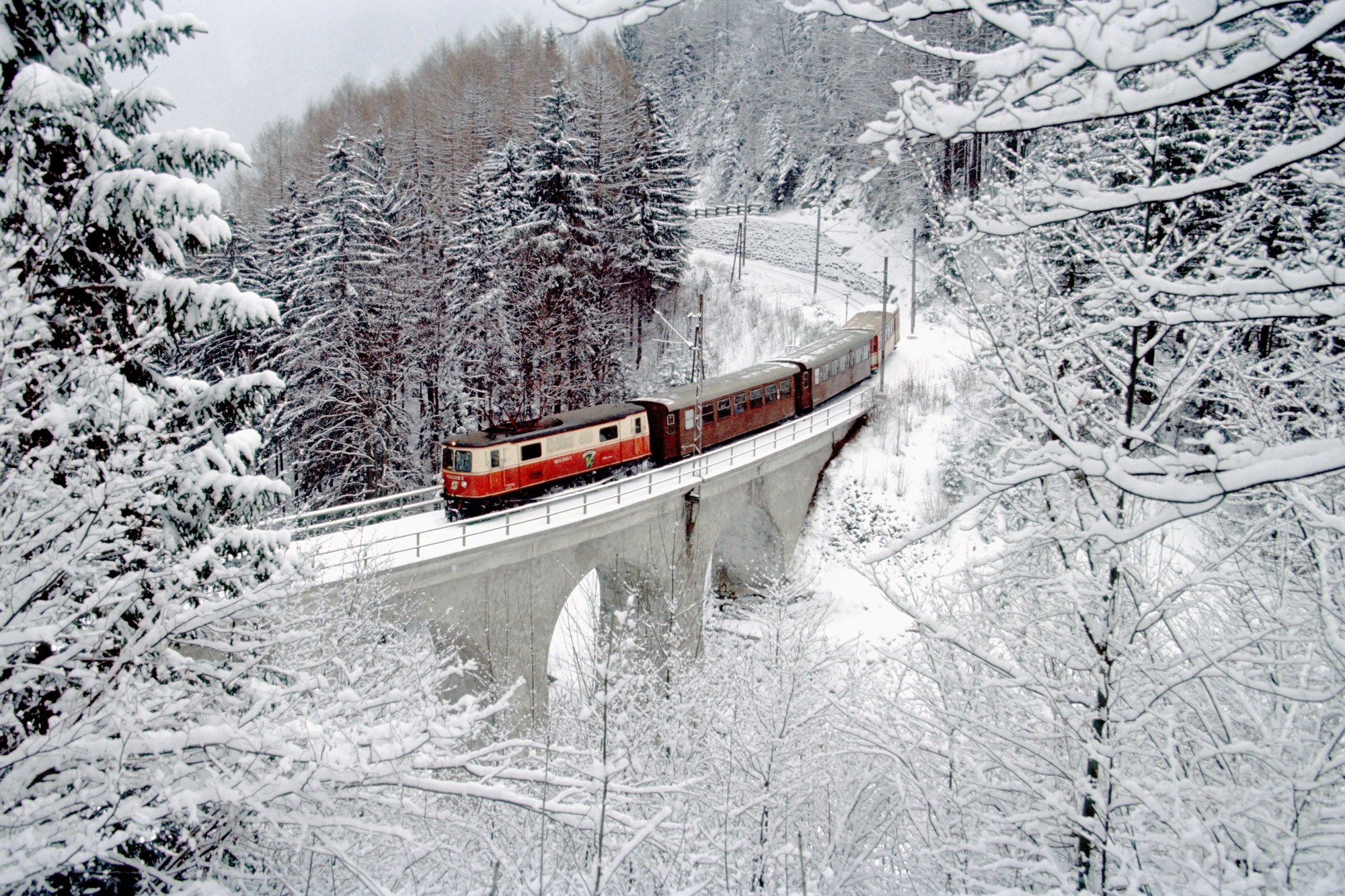
Heugrabenviaduct bij Puchenstuben.

De Mariazellerbahn is een geëlektrificeerde smalspoorlijn in Oostenrijk met een spoorwijdte van 760 mm (Bosnisch smalspoor). Ze loopt van de stad Sankt Pölten in Neder-Oostenrijk via Ober-Grafendorf tot het bedevaartsoord Mariazell. De spoorlijn heeft een lengte van 84 km. Er geldt een maximumsnelheid van 60 km per uur. De Mariazellerbahn, die met laagfrequente eenfasewisselstroom op 25 hertz bereden wordt, beschikt over een zelfstandig spoorstroomnet.
In december 2010 is de lijn door de Österreichische Bundesbahnen overgedragen aan de Niederösterreichische Verkehrsorganisationsgesellschaft (NÖVOG) in opdracht van het Bundesland Niederösterreich. De niet-geëlektrificeerde zijlijn van Ober-Grafendorf naar Mank, die "Krumpe" wordt genoemd vanwege de eerste bocht in de lijn, werd op dat moment gesloten. De lokale overheden zagen er geen heil meer in om deze lijn, het laatste restant van de Lokalbahn Ober-Grafendorf – Gresten, open te houden vanwege het geringe vervoer.
De Mariazellerbahn zelf werd opgewaardeerd. In 2010 werden 9 treinstellen bij Stadler Rail van het type Be 4/8 Diamant besteld, die sinds 2013 worden ingezet. Zij hebben de bestaande locomotieven van de serie 1099, die al honderd jaar (sinds 1911-14) dienstdoen, vervangen. Daarnaast blijven de driedelige treinstellen serie 4090 uit 1994 in dienst.

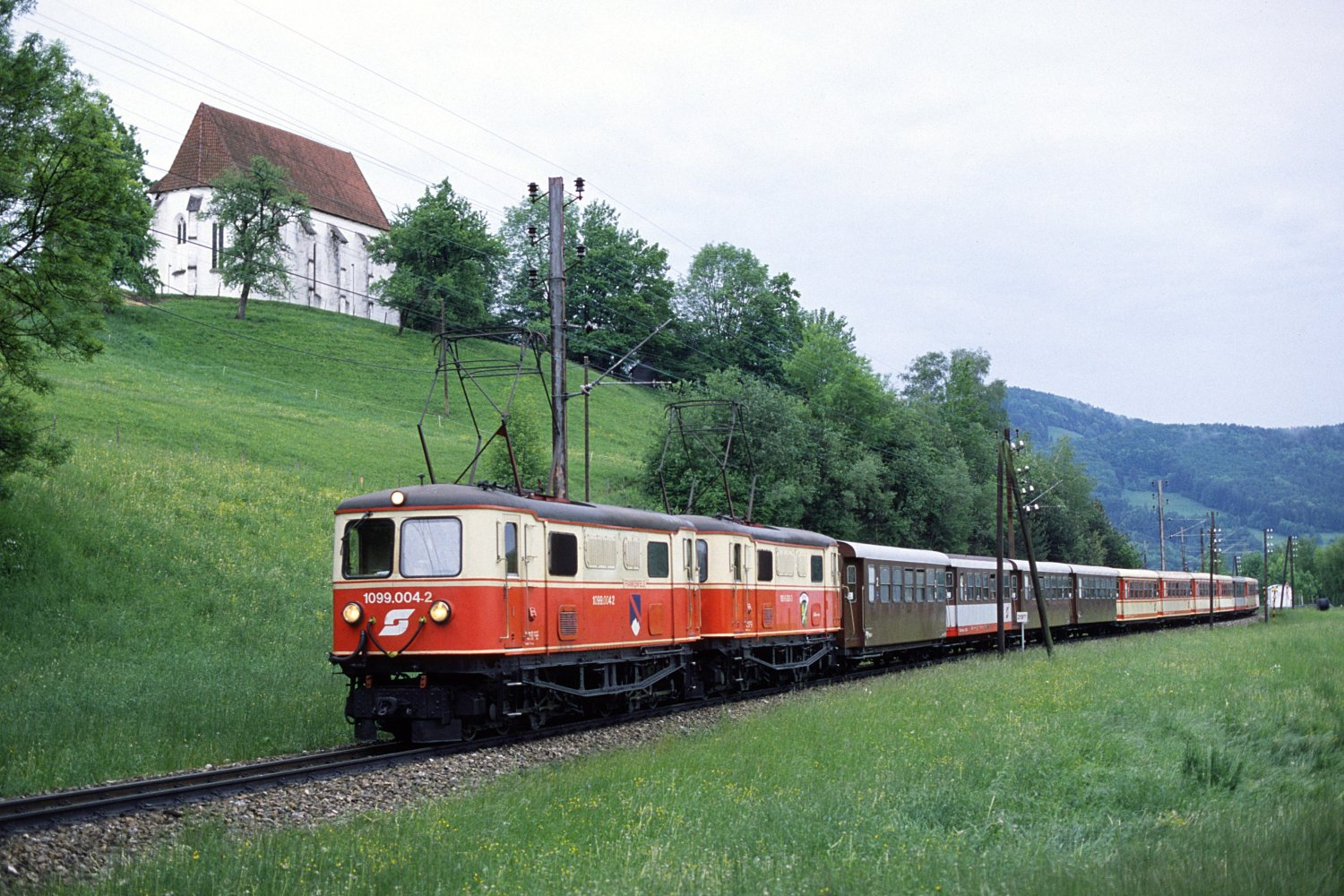
Trein bij Kirchberg an der Pielach.
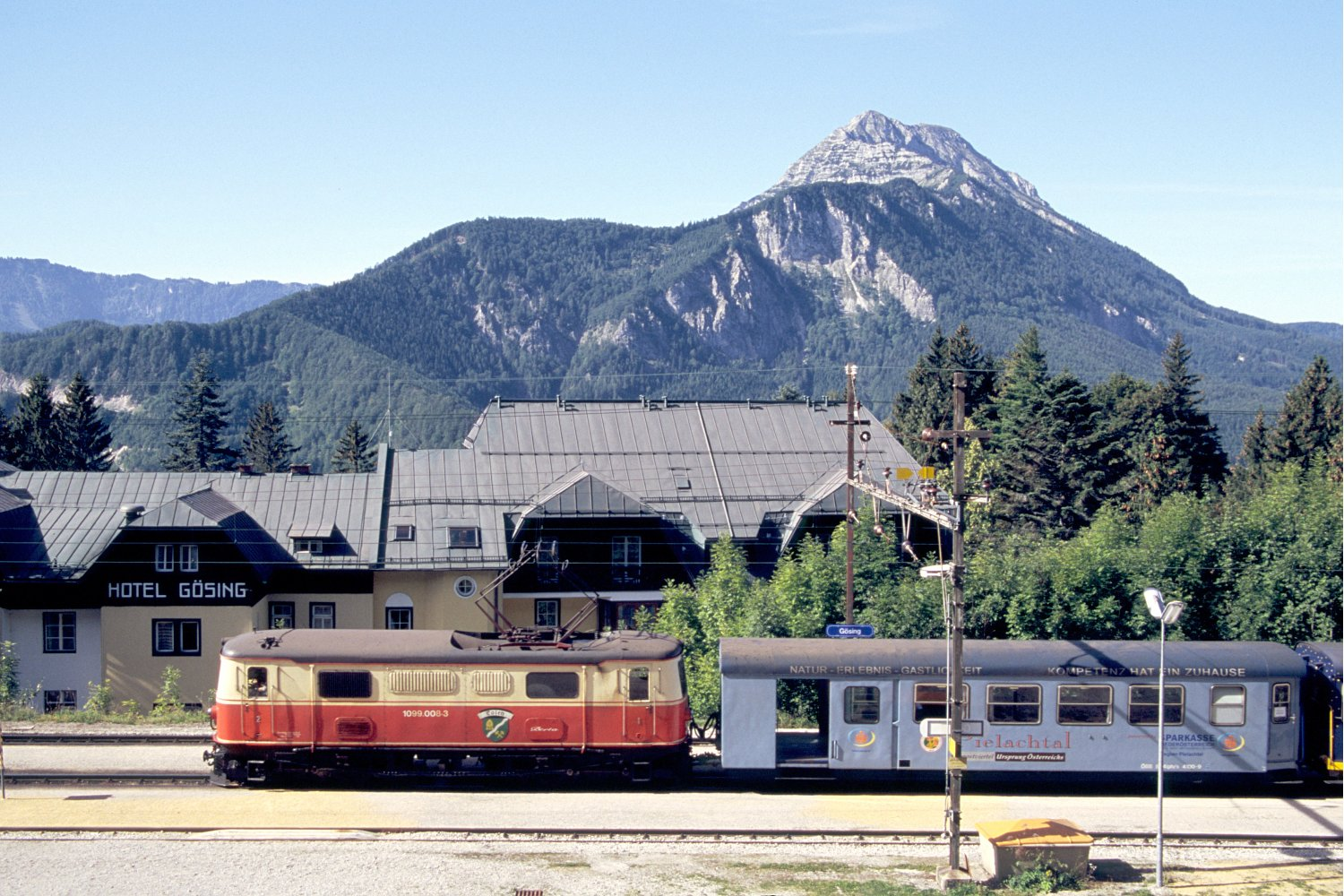
Station Gösing met de berg Ötscher.
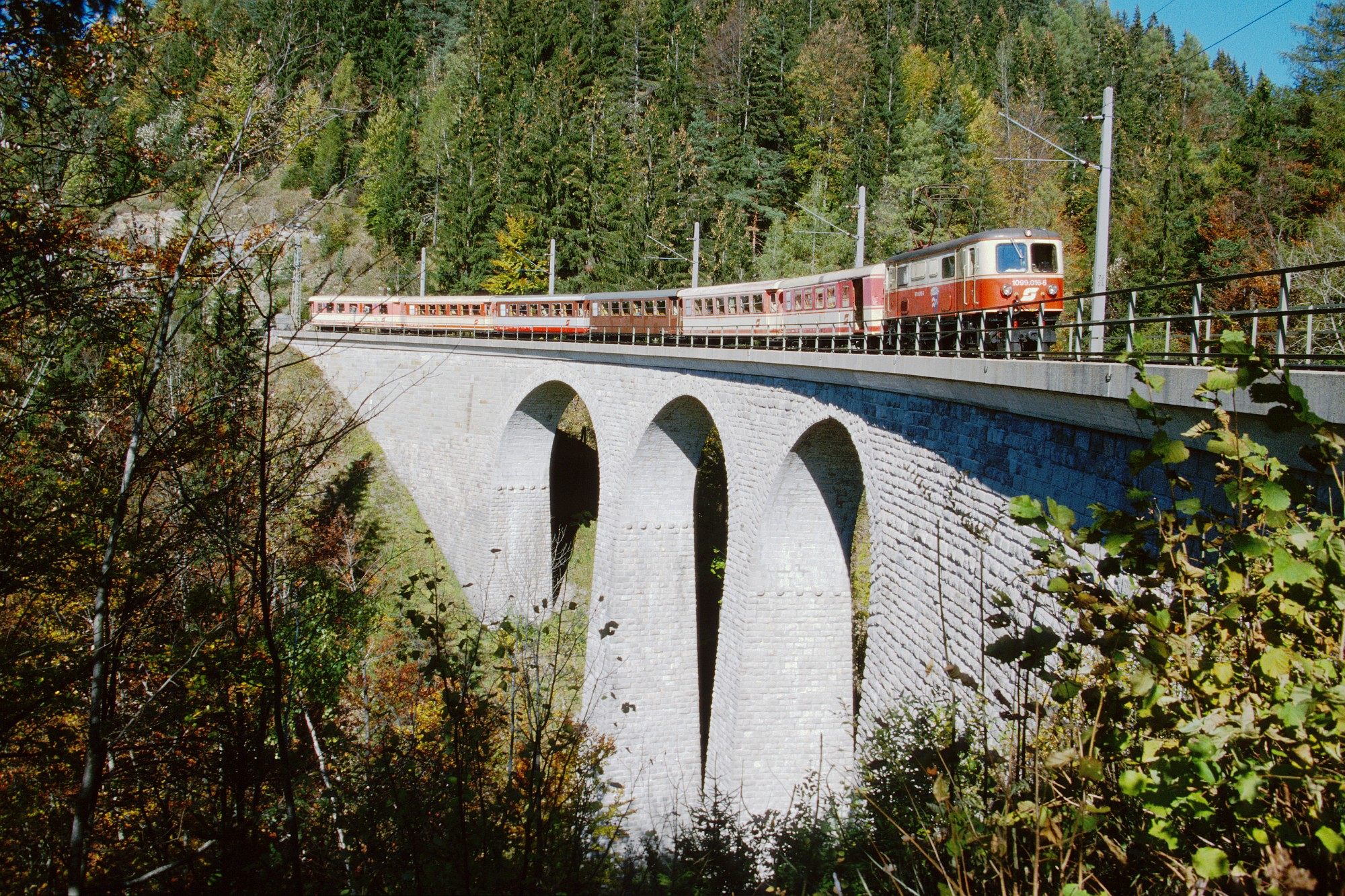
Saugrabenviaduct nabij Annaberg.
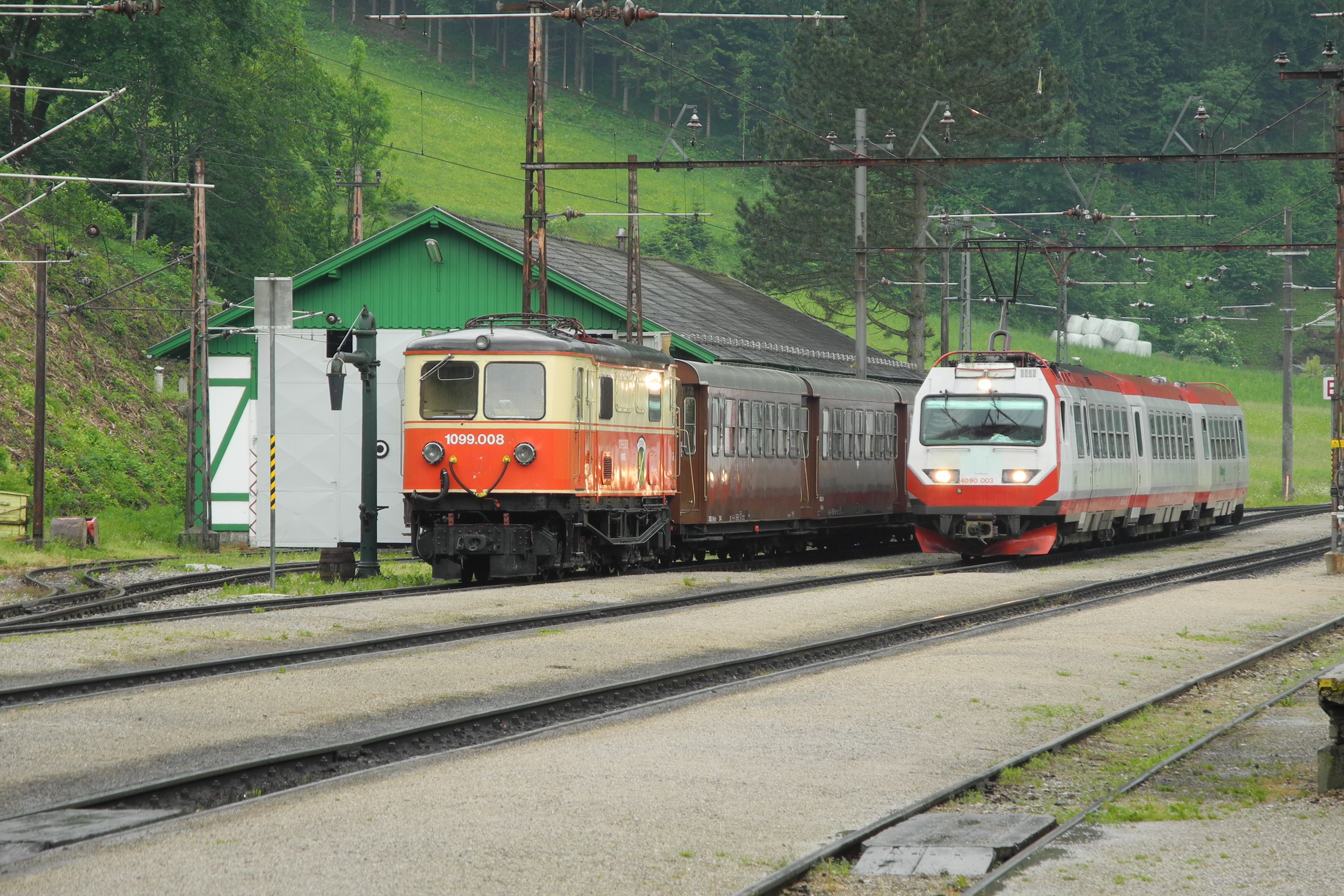
Laubenbachmühle bij Frankenfels.
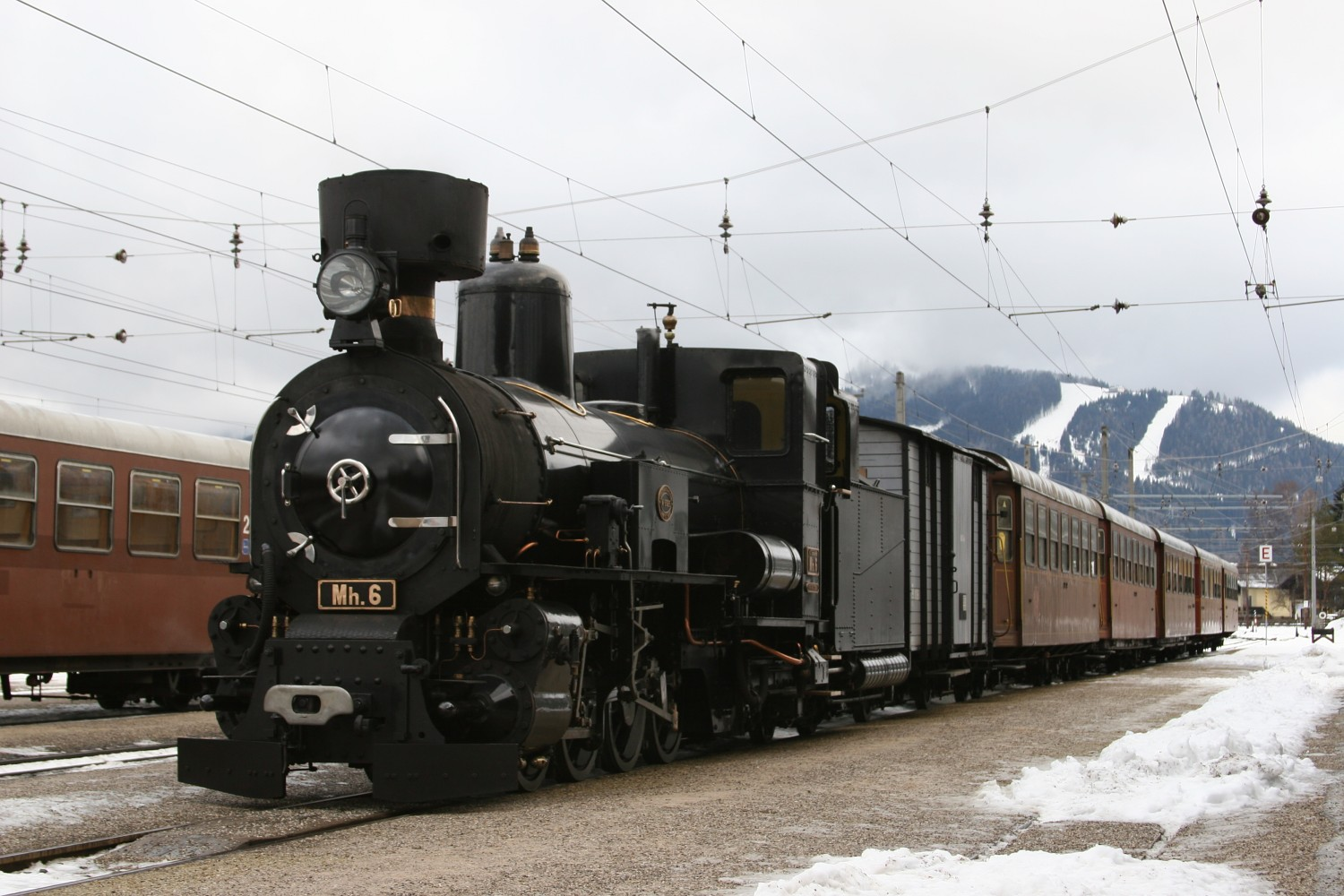
Toeristische stoomtrein in Mariazell.
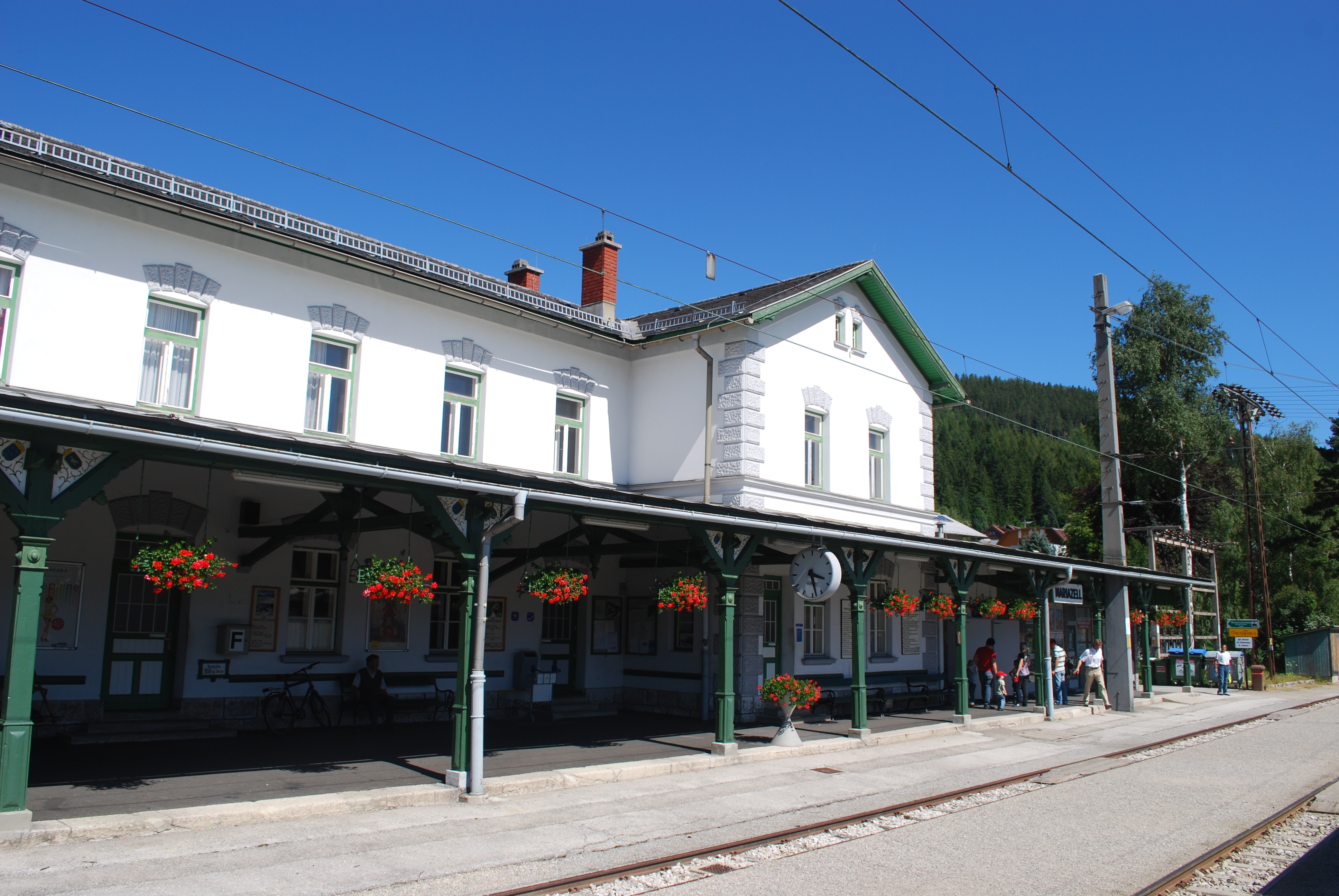
Eindstation Mariazell.
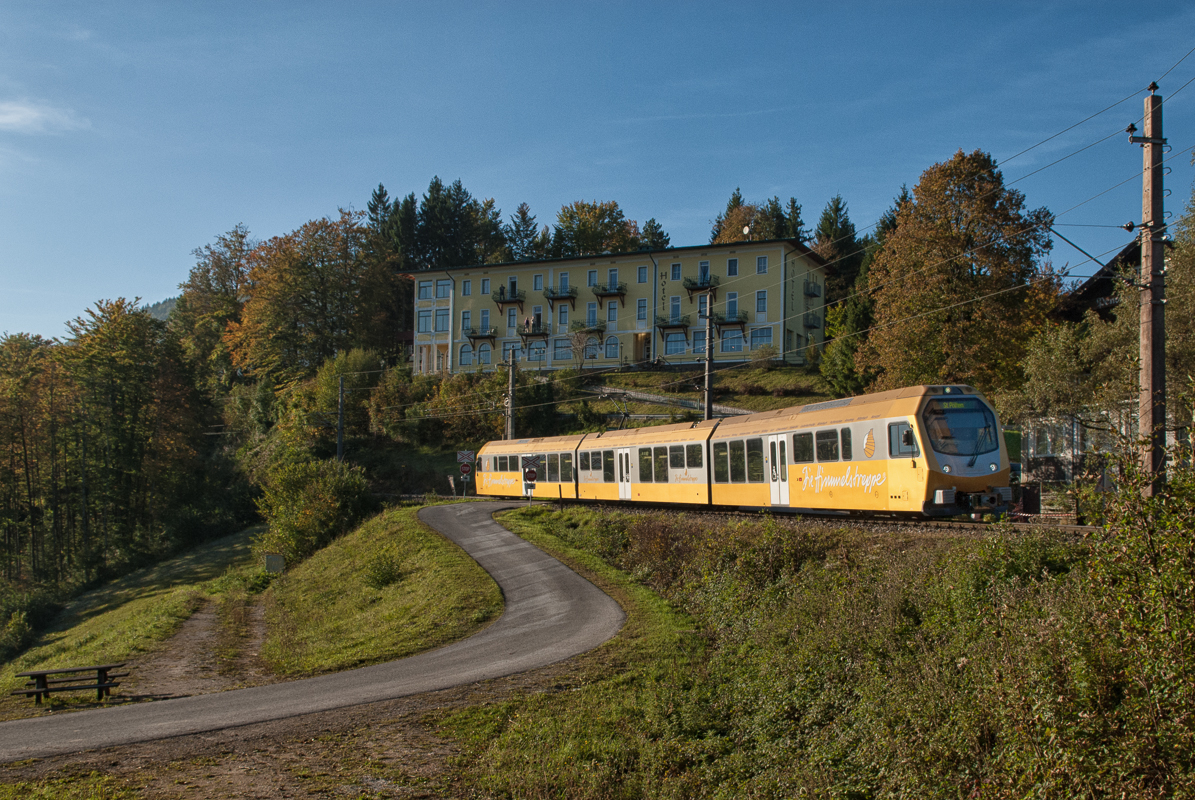
Himmelstreppe nabij Winterbach.